# Eilidh Doyle
Eilidh Doyle (* 20. Februar 1987 in Perth (Schottland) als Eilidh Child) ist eine britische Hürdenläuferin, die sich auf die 400-Meter-Distanz  spezialisiert und besonders mit der britischen 4-mal-400-Meter-Staffel erfolgreich ist.

## Sportliche Laufbahn
Erste internationale Erfahrungen sammelte Eilidh Doyle bei den U23-Europameisterschaften 2007 in Debrecen, bei denen sie in 57,11 s den fünften Platz belegte. Zwei Jahre darauf gewann sie bei den U23-Europameisterschaften in Kaunas in 55,32 s die Silbermedaille hinter ihrer Landsfrau Perri Shakes-Drayton. Damit qualifizierte sie sich auch für die Weltmeisterschaften in Berlin, bei denen sie mit 56,21 s im Halbfinale ausschied. 2010 wurde sie bei den Europameisterschaften in Barcelona in 55,51 s Achte. Anschließend gewann sie für Schottland startend in 55,62 s die Silbermedaille bei den Commonwealth Games in Neu-Delhi hinter der Nigerianerin Muizat Ajoke Odumosu. Zudem klassierte sie sich mit der Staffel in 3:30,91 min auf dem fünften Platz. Im Jahr darauf erreichte sie bei den Weltmeisterschaften im südkoreanischen Daegu das Halbfinale, in dem sie mit 55,89 s ausschied. 2012 wurde sie bei den Europameisterschaften in Helsinki mit der 4-mal-400-Meter-Staffel in 3:26,20 min Vierte. Es erfolgte die Teilnahme an den Olympischen Spielen in London, bei denen sie mit 56,03 s im Halbfinale aus. Zudem kam sie in der Staffel im Vorlauf zum Einsatz, die später im Finale Vierte wurde.
Im März 2013 gewann sie bei den Halleneuropameisterschaften im schwedischen Göteborg in 51,45 s die Silbermedaille im 400-Meter-Lauf hinter Shakes-Drayton und in 3:27,56 min die Goldmedaille mit der Staffel. Sie qualifizierte sich erneut für die Weltmeisterschaften in Moskau und wurde dort mit 54,86 s Fünfte im Hürdenlauf und gewann in 3:22,61 min die Silbermedaille, nachdem die Mannschaft aus Russland wegen eines Dopingvergehens disqualifiziert worden war. 2014 gewann sie in 3:27,90 min die Bronzemedaille mit der Staffel bei den Hallenweltmeisterschaften in Sopot hinter den Vereinigten Staaten und Jamaika. Anschließend wurde sie bei den IAAF World Relays 2014 auf den Bahamas in 3:28,03 min Siebte. Anschließend gewann sie bei den Commonwealth Games in Glasgow in 55,02 s die Silbermedaille hinter der Jamaikanerin Kaliese Spencer. Im August siegte sie bei den Europameisterschaften in Zürich in 54,48 s im Hürdenlauf und gewann mit der Staffel in 3:23,34 min die Bronzemedaille hinter Frankreich und der Ukraine. Anschließend wurde sie beim Leichtathletik-Continentalcup 2014 in Marrakesch in 54,42 s Zweite. Bei den IAAF World Relays 2015 wurde die britische Mannschaft in 3:26,38 min Dritte. Sie nahm im Sommer ein weiteres Mal an den Weltmeisterschaften in Peking teil und belegte dort mit 54,78 s im Finale Sechste. Zudem gewann sie in der Staffel in 3:23,62 min im Finale die Bronzemedaille hinter den Teams aus Jamaika und den Vereinigten Staaten. Im Jahr darauf siegte sie bei den Europameisterschaften in Amsterdam in der Besetzung Emily Diamond, Anyika Onuora, Doyle und Seren Bundy-Davies in 3:25,05 min die Goldmedaille. Bei den Olympischen Spielen in Rio de Janeiro wurde sie in 54,61 s Achte im Finale und gewann mit der Staffel in 3:25,88 min im Finale die Bronzemedaille, erneut hinter den Mannschaften aus den USA und Jamaika.
Bei den Halleneuropameisterschaften 2017 in Belgrad schied Doyle mit 52,81 s überraschend bereits im Halbfinale aus, galt sie doch als eine der Medaillenkandidatinnen. Mit der britischen Staffel sicherte sie sich in 3:31,05 min jedoch die Silbermedaille hinter den Polinnen. Anschließend wurde sie bei den IAAF World Relays in 3:28,72 min Vierte. Im Sommer wurde sie bei den Heimweltmeisterschaften in London mit 55,71 s im Finale Achte und gewann mit der Staffel in 3:25,00 min die Silbermedaille hinter den Vereinigten Staaten. 2018 gewann sie bei den Hallenweltmeisterschaften in Birmingham in 51,60 s die Bronzemedaille hinter den beiden US-Amerikanerinnen Courtney Okolo und Shakima Wimbley. Es erfolgte die dritte Teilnahme an den Commonwealth Games im australischen Gold Coast, bei denen sie in 54,80 s erneut die Silbermedaille hinter Janieve Russell aus Jamaika gewann. Mit der schottischen Mannschaft kam sie in 3:29,18 min auf Rang sechs. Im August gewann sie bei den Europameisterschaften in Berlin in 3:27,40 min die Bronzemedaille mit der Staffel und belegte im Hürdenlauf nach 56,23 s im Finale Platz acht. Im Jahr darauf gewann sie bei den Halleneuropameisterschaften in Glasgow in 3:29,55 min die Silbermedaille hinter Polen und schied über 400 Meter mit 53,28 s im Halbfinale aus.
Doyle wurde von 2014 bis 2017 Britische Meisterin im 400-Meter-Hürdenlauf sowie 2013, 2017 und 2018 auch Hallenmeisterin über 400 Meter.

## Persönliches
2015 heiratete sie den 400-Meter-Läufer Brian Doyle, der auch ihr Coach ist, und startet seitdem unter dem Namen Eilidh Doyle. Sie absolvierte ein Sportstudium an der University of Edinburgh.

## Persönliche Bestzeiten
- 400 Meter: 51,83 s, 27. Juli 2013 in London
  - 400 Meter (Halle): 51,45 s, 3. März 2013 in Göteborg
- 400 m Hürden: 54,09 s, 15. Juli 2016 in Monaco